# JR東日本レールウェイズ
JR東日本レールウェイズ（ジェイアールひがしにほんレールウェイズ、JR-EAST Rail Ways）は、トップイーストリーグCグループに所属するラグビーユニオンのチーム。東日本旅客鉄道が運営し、2013年度から2022年度までの名称は、JR東日本ラグビー部。

## 概要
現在のJR東日本東京総合車両センター（東京都品川区）を拠点とした「国鉄大井工場ラグビー同好会」がルーツ。
当初は「JR東日本東京ラグビー部」であったが、2013年度から「JR東日本ラグビー部」、2023年度から「JR東日本レールウェイズ」となり、チームロゴも一新した。「レールウェイズ」は、かつて存在した国鉄大井工場ラグビー同好会時代の愛称でもある。
2024年度からトップイーストリーグへ参入している。

## リーグ戦戦績

### JR東日本東京ラグビー部
- 2011-12シーズン 関東社会人リーグ3部Aブロック 優勝（7勝）、入替戦・勝利、関東社会人リーグ2部昇格
- 2012-13シーズン 関東社会人リーグ2部Cブロック 4位（3勝3敗）

### JR東日本ラグビー部
- 2013-14シーズン 関東社会人リーグ2部Dブロック 2位（4勝1敗）
- 2014-15シーズン 関東社会人リーグ2部Cブロック 2位（4勝1敗1分）
- 2015-16シーズン 関東社会人リーグ2部Cブロック 2位（5勝1敗）
- 2016-17シーズン 関東社会人リーグ2部Aブロック 優勝（6勝）、2部順位決定戦：3位、関東社会人リーグ1部昇格[6][7]
- 2017-18シーズン 関東社会人リーグ1部 7位（1勝6敗）、順位決定戦：2位、関東社会人リーグ1部残留
- 2018-19シーズン 関東社会人リーグ1部 5位（3勝4敗）
- 2019-20シーズン 関東社会人リーグ1部 4位（5勝2敗）
- 2020-21シーズン リーグ戦中止
- 2021-22シーズン 関東社会人リーグ1部 4位（2勝2敗）
- 2022-23シーズン 関東社会人リーグ1部 優勝（8勝）、入替戦：敗戦、関東社会人リーグ1部残留

### JR東日本レールウェイズ
- 2023-24シーズン 関東社会人リーグ1部 優勝（7勝）[8]、入替戦：敗戦、トップイーストリーグCグループ昇格[3][4][5]
- 2024-25シーズン トップイーストリーグCグループ 2位（6勝1敗）、入替戦：敗戦、トップイーストリーグCグループ残留

## タイトル
最上位リーグ
なし
下位リーグ
- 関東社会人リーグ1部　優勝：2回（2022, 2023）

## 所属選手
- 2023年度トップイーストリーグ入替戦（2023年12月24日）出場選手  - 主将：五十嵐拓星